# Echus Fossae
Echus Fossae és una estructura geològica del tipus fossa a la superfície de Mart, situada amb el sistema de coordenades planetocèntriques a 6.55 ° de latitud N i 284.58 ° de longitud E. Fa 421.03 km de diàmetre. El nom va ser fet oficial per la UAI l'any 1988 i pren el nom d'una característica d'albedo localitzada a 46 ° de latitud S i 87 ° de longitud O.